# Liste des pièces de monnaie commémoratives suisses
Les pièces de monnaie commémoratives suisses désignent des pièces de monnaie frappées en Suisse. Elles sont libellées en francs suisses, mais ne doivent pas être confondues avec les pièces de circulation. Bien qu'elles aient cours légal, elles sont rarement utilisées pour les paiements courants, leur valeur d'achat et d'échange dépassant généralement leur valeur faciale. Comme telles, elles sont plutôt réservées aux collectionneurs.
La détermination de la frappe des pièces de monnaie de circulation est du ressort de la Banque nationale suisse. Par contre, celle des pièces de collection est du seul ressort de Swissmint. Le bénéfice des ventes des pièces commémoratives permet à la Confédération de soutenir des projets culturels du pays.

## Pièce de 250 francs

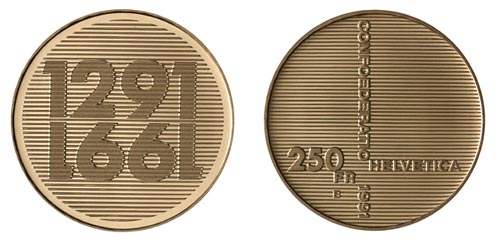
Pièce de 250 francs

En 1991, pour célébrer les 700 ans du Pacte fédéral, la Suisse a frappé une pièce de 250 francs en or (900 pour mille : Au 90 % - Cu 10 %). C'est la valeur faciale la plus importante figurant sur une pièce de monnaie suisse. La pièce a un diamètre de 23 mm pour un poids de 8 g. La gravure est due à l'artiste Johannes Burla.
Des problèmes de qualité de fabrication ont entraîné la frappe d'une seconde série.
Prévue au départ pour une émission à 800 000 exemplaires, la pièce a finalement été frappée à seulement 490 000 exemplaires. Selon les statistiques de Swissmint, le nombre de pièces encore en circulation ne s'élèverait plus qu'à 173 260 à la fin 2009.
| Alliage   | Au 90 % – Cu 10 %                             |
| Diamètre  | 22,85 mm                                      |
| Masse     | 8 g, soit 7,2 g d'or fin                      |
| Épaisseur | 1,5 mm                                        |
| Tranche   | « CONFOEDERATIO HELVETICA ++ 1291 – 1991 ++ » |
| Tirage    | 490 000 pièces                                |

## Pièce de 100 francs
Les pièces de 100 francs ont été frappées entre 1998 et 2000. Quatre sortes de pièces ont été émises (dont deux en 1998).
| Alliage   | Au 90 % – Cu 10 %                      |
| Diamètre  | 27,8 mm                                |
| Masse     | 22,58 g, soit 20,322 g d'or fin        |
| Épaisseur | 2,6 mm                                 |
| Tranche   | « DOMINUS PROVIDEBIT » avec 13 étoiles |

### Description
| Revers | Avers | Informations                                                                        | Tirage             |
| ------ | ----- | ----------------------------------------------------------------------------------- | ------------------ |
|        |       | Millésime : 1998 Sujet : 200 ans de la République helvétique Artiste : Werner Jeker | Flan bruni : 2 500 |
|        |       | Millésime : 1998 Sujet : 150 ans de l'État fédéral suisse Artiste : Werner Jeker    | Flan bruni : 2 500 |
|        |       | Millésime : 1999 Sujet : fête des vignerons Artiste : Gaspard Delachaux             | Flan bruni : 3 000 |
|        |       | Millésime : 2000 Sujet : an 2000 Artiste : Kurt Sigrist                             | Flan bruni : 3 000 |

## Pièce  de 50 francs
Depuis 2001, une série de pièces commémoratives en or a été lancée à raison d'une nouvelle pièce par année (sauf en 2004, où deux pièces ont été émises). Les pièces ont toutes les mêmes caractéristiques.
| Alliage   | Au 90 % – Cu 10 %                      |
| Diamètre  | 25,1 mm                                |
| Masse     | 11,29 g, soit 10,161 g d'or fin        |
| Épaisseur | 1,7 mm                                 |
| Tranche   | « DOMINUS PROVIDEBIT » avec 13 étoiles |

La valeur d'achat est sensiblement plus élevée que la valeur faciale à cause du prix de l'or : au début du second semestre 2010, la pièce était vendue à 520 francs.

### Description
| Revers | Avers | Informations                                                                                                  | Tirage              |
| ------ | ----- | --- | ------------------- |
|        |       | Millésime : 2001 Sujet : Heidi Artiste : Albrecht Schnider                                                    | Flan bruni : 7 000  |
|        |       | Millésime : 2002 Sujet : Expo.02 Artiste : Max Matter                                                         | Flan bruni : 5 000  |
|        |       | Millésime : 2003 Sujet : Saint-Moritz Artiste : Andreas His                                                   | Flan bruni : 4 000  |
|        |       | Millésime : 2004 Sujet : centenaire de la FIFA Artiste : Joaquin Jimenez                                      | Flan bruni : 10 000 |
|        |       | Millésime : 2004 Sujet : le Cervin Artiste : Stefan Bundi                                                     | Flan bruni : 7 000  |
|        |       | Millésime : 2005 Sujet : centenaire du Salon international de l'automobile de Genève Artiste : Roger Pfund    | Flan bruni : 6 000  |
|        |       | Millésime : 2006 Sujet : 500 ans de la Garde suisse Artiste : Rudolf Mirer                                    | Flan bruni : 6 000  |
|        |       | Millésime : 2007 Sujet : centenaire de la BNS Artiste : Ferdinand Hodler                                      | Flan bruni : 6 000  |
|        |       | Millésime : 2008 Sujet : année internationale de la Terre Artiste : Claude Sandoz                             | Flan bruni : 6 000  |
|        |       | Millésime : 2009 Sujet : Pro Patria Artiste : Hans Erni                                                       | Flan bruni : 6 000  |
|        |       | Millésime : 2010 Sujet : Centenaire de la mort d'Albert Anker Artiste : Rolf Mirer                            | Flan bruni : 6 000  |
|        |       | Millésime : 2011 Sujet : Schellen-Ursli (de) Artiste : Alois Carigiet                                         | Flan bruni : 6 000  |
|        |       | Millésime : 2012 Sujet : 100 ans de Pro Juventute Artiste : Brigitta Garcìa Lòpez                             | Flan bruni : 3 940  |
|        |       | Millésime : 2013 Sujet : Diligence du Gotthard Artiste : Rudolf Koller                                        | Flan bruni : 4 410  |
|        |       | Millésime : 2014 Sujet : Centenaire du Parc national suisse Artiste : Stephan Bundi                           | Flan bruni : 4 000  |
|        |       | Millésime : 2015 Sujet : 2000 ans d'Aventicum Artiste : Selon le buste en or de Marc Aurèle trouvé à Avenches | Flan bruni : 5 000  |

## Pièce de 20 francs
Depuis 1991, Swissmint a lancé une série de pièces de 20 francs en argent au rythme d'une à trois pièces par année. Depuis 2004, à l'exception d'une pièce, le revers des pièces est identique, seul l'avers varie.
| Alliage   | Ag 83,5 % - Cu 16,5 %                  |
| Diamètre  | 32,8 mm                                |
| Masse     | 20 g                                   |
| Épaisseur | 2,8 mm                                 |
| Tranche   | « DOMINUS PROVIDEBIT » avec 13 étoiles |

### Description
| Revers | Avers | Informations                                                                                                | Tirage                                         |
| ------ | ----- | --- | ---------------------------------------------- |
|        |       | Millésime : 1991 Sujet : 700 ans de la Confédération suisse Artiste : Ernst Hiestand                        | Fleur de coin : 2 440 000 Flan bruni : 100 000 |
|        |       | Millésime : 1992 Sujet : Gertrud Kurz (de) Artiste : Rosmarie Tissi                                         | Fleur de coin : 325 000 Flan bruni : 36 000    |
|        |       | Millésime : 1993 Sujet : Portrait de Paracelsus Artiste : Heinz Jost                                        | Fleur de coin : 260 000 Flan bruni : 30 000    |
|        |       | Millésime : 1994 Sujet : Le Pont du diable Artiste : Peter Emch                                             | Fleur de coin : 240 000 Flan bruni : 32 200    |
|        |       | Millésime : 1995 Sujet : La Reine des serpents des Grisons Artiste : Peter Emch                             | Fleur de coin : 235 000 Flan bruni : 30 700    |
|        |       | Millésime : 1996 Sujet : Gargantua le géant Artiste : Peter Emch                                            | Fleur de coin : 206 000 Flan bruni : 30 000    |
|        |       | Millésime : 1996 Sujet : Le Dragon de Breno Artiste : Peter Emch                                            | Fleur de coin : 190 000 Flan bruni : 26 700    |
|        |       | Millésime : 1997 Sujet : Chemins de fer suisses Artiste : Georg Staehelin                                   | Fleur de coin : 215 000 Flan bruni : 19 000    |
|        |       | Millésime : 1997 Sujet : Jeremias Gotthelf Artiste : Samuel Buri                                            | Fleur de coin : 160 000 Flan bruni : 20 000    |
|        |       | Millésime : 1998 Sujet : 200 ans de la République helvétique Artiste : Werner Jeker                         | Fleur de coin : 108 000 Flan bruni : 15 500    |
|        |       | Millésime : 1998 Sujet : 150 ans de l'État fédéral suisse Artiste : Werner Jeker                            | Fleur de coin : 109 000 Flan bruni : 15 500    |
|        |       | Millésime : 1998 Sujet : Conrad Ferdinand Meyer Artiste : Jean Lecoultre                                    | Fleur de coin : 108 000 Flan bruni : 14 500    |
|        |       | Millésime : 1999 Sujet : 150 ans de La Poste Suisse Artiste : Claude Sandoz                                 | Fleur de coin : 171 000 Flan bruni : 12 000    |
|        |       | Millésime : 1999 Sujet : Bataille de Dornach Artiste : Franz Eggenschwiler                                  | Fleur de coin : 85 000 Flan bruni : 11 000     |
|        |       | Millésime : 2000 Sujet : Pax in terra Artiste : Roman Candio                                                | Fleur de coin : 100 000 Flan bruni : 15 000    |
|        |       | Millésime : 2000 Sujet : Lumen Christi Artiste : Roman Candio                                               | Fleur de coin : 85 000 Flan bruni : 14 000     |
|        |       | Millésime : 2001 Sujet : Couvent de Müstair Artiste : Hans-Peter von Ah                                     | Fleur de coin : 100 000 Flan bruni : 15 000    |
|        |       | Millésime : 2001 Sujet : Johanna Spyri Artiste : Sylvia Goeschke                                            | Fleur de coin : 80 000 Flan bruni : 15 000     |
|        |       | Millésime : 2002 Sujet : Expo.02 Artiste : Hervé Graumann                                                   | Fleur de coin : 61 100 Flan bruni : 10 000     |
|        |       | Millésime : 2002 Sujet : Rega Artiste : Raphael Schenker                                                    | Fleur de coin : 55 000 Flan bruni : 7 000      |
|        |       | Millésime : 2002 Sujet : Abbaye de Saint-Gall Artiste : Hans-Peter von Ah                                   | Fleur de coin : 50 000 Flan bruni : 6 500      |
|        |       | Millésime : 2003 Sujet : Championnats du monde de ski alpin de Saint-Moritz Artiste : Claude Kuhn           | Fleur de coin : 55 000 Flan bruni : 7 000      |
|        |       | Millésime : 2003 Sujet : Vieille ville de Berne Artiste : Franz Fedier                                      | Fleur de coin : 50 000 Flan bruni : 6 000      |
|        |       | Millésime : 2004 Sujet : Château de Chillon Artiste : Jean-Benoît Lévy                                      | Fleur de coin : 50 000 Flan bruni : 6 000      |
|        |       | Millésime : 2004 Sujet : Centenaire de la FIFA Artiste : Joaquin Jimenez                                    | Seulement en flan bruni. Flan bruni : 14 055   |
|        |       | Millésime : 2004 Sujet : Tre Castelli di Bellinzona Artiste : Marco Prati                                   | Fleur de coin : 50 000 Flan bruni : 6 000      |
|        |       | Millésime : 2005 Sujet : Centenaire du Salon de l’automobile de Genève Artiste : Roger Pfund                | Fleur de coin : 45 000 Flan bruni : 6 000      |
|        |       | Millésime : 2005 Sujet : Pont de la Chapelle de Lucerne Artiste : Hans-Peter von Ah                         | Fleur de coin : 45 000 Flan bruni : 6 000      |
|        |       | Millésime : 2006 Sujet : 100e anniversaire de CarPostal Artiste : Raphael Schenker                          | Fleur de coin : 65 000 Flan bruni : 8 000      |
|        |       | Millésime : 2006 Sujet : Palais fédéral Artiste : Benjamin Pfäffli                                          | Fleur de coin : 65 000 Flan bruni : 8 000      |
|        |       | Millésime : 2007 Sujet : 100e anniversaire de la Banque nationale suisse Artiste : Roger Pfund              | Fleur de coin : 50 000 Flan bruni : 12 000     |
|        |       | Millésime : 2007 Sujet : Munot Schaffhouse Artiste : Hansueli Holzer                                        | Fleur de coin : 50 000 Flan bruni : 7 000      |
|        |       | Millésime : 2008 Sujet : Centenaire du hockey sur glace Artiste : Roland Hirter                             | Fleur de coin : 50 000 Flan bruni : 7 000      |
|        |       | Millésime : 2008 Sujet : Chemin de fer Vitznau-Rigi Artiste : Benno Zehnder                                 | Fleur de coin : 50 000 Flan bruni : 7 000      |
|        |       | Millésime : 2009 Sujet : Musée suisse des transports Artiste : Werner Meier                                 | Fleur de coin : 50 000 Flan bruni : 7 000      |
|        |       | Millésime : 2009 Sujet : Chemin de fer Brienz-Rothorn Artiste : Benno K. Zehnder                            | Fleur de coin : 50 000 Flan bruni : 7 000      |
|        |       | Millésime : 2010 Sujet : Chemin de fer de la Bernina Artiste : Benno K. Zehnder                             | Fleur de coin : 50 000 Flan bruni : 7 000      |
|        |       | Millésime : 2010 Sujet : Centenaire de la mort d'Henry Dunant Artiste : Pierre-Alain Zuber                  | Fleur de coin : 50 000 Flan bruni : 7 000      |
|        |       | Millésime : 2011 Sujet : Max Frisch Artiste : Daniel Frank                                                  | Fleur de coin : 50 000 Flan bruni : 7 000      |
|        |       | Millésime : 2011 Sujet : Chemin de fer du Pilate Artiste : Benno K. Zehnder                                 | Fleur de coin : 50 000 Flan bruni : 12 000     |
|        |       | Millésime : 2012 Sujet : Chemin de fer de la Jungfrau Artiste : Benno K. Zehnder                            | Fleur de coin : 50 000 Flan bruni : 12 000     |
|        |       | Millésime : 2012 Sujet : Globi Artiste : Robert Lips                                                        | Fleur de coin : 50 000 Flan bruni : 12 000     |
|        |       | Millésime : 2013 Sujet : Premier survol des Alpes par Oskar Bider Artiste : Angelo Boog                     | Fleur de coin : 50 000 Flan bruni : 7 000      |
|        |       | Millésime : 2013 Sujet : Lutte suisse Artiste : Roland Hirter                                               | Fleur de coin : 50 000 Flan bruni : 7 000      |
|        |       | Millésime : 2014 Sujet : 75 ans de la Patrouille Suisse Artiste : Angelo Boog                               | Fleur de coin : 50 000 Flan bruni : 7 000      |
|        |       | Millésime : 2014 Sujet : Jass Artiste : Roland Hirter                                                       | Fleur de coin : 50 000 Flan bruni : 7 000      |
|        |       | Millésime : 2015 Sujet : Solar Impulse Artiste : Angelo Boog                                                | Fleur de coin : 35 000 Flan bruni : 5 000      |
|        |       | Millésime : 2015 Sujet : 1500 ans de l'Abbaye territoriale de Saint-Maurice d'Agaune Artiste : Jose Requena | Fleur de coin : - Flan bruni : 5 000           |
|        |       | Millésime : 2015 Sujet : Hornuss Artiste : Roland Hirter                                                    | Fleur de coin : 35 000 Flan bruni : 5 000      |
|        |       | Millésime : 2016 Sujet : 150 ans de la Croix-Rouge suisse Artiste : Marc Roulin                             | Fleur de coin : 30 000 Flan bruni : 5 000      |
|        |       | Millésime : 2016 Sujet : Tunnel de base du Saint-Gothard Artiste : Fredy Trümpi                             | Fleur de coin : 30 000 Flan bruni : 5 000      |

## Pièce de 10 francs

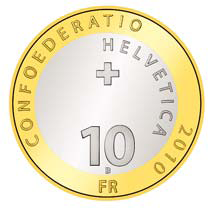
Le revers des pièces commémoratives de 10 francs.

Depuis 2004, Swissmint a lancé une série de pièces commémoratives de 10 francs, qui remplace la série des pièces commémoratives de 5 francs. Les pièces sont frappées en deux qualités numismatiques : « fleur de coin » et « flan bruni ». Les tirages se situent dans une fourchette de 70 000 à 96 000 pour la qualité « fleur de coin », et 7 000 à 10 000 pour la qualité « flan bruni »,. Ces pièces sont aussi incluses dans les « séries annuelles ».
Cette pièce est actuellement la seule dans la production suisse actuelle à être bimétallique.
Le revers est identique pour toutes les pièces : indication de la valeur faciale au bas de la pièce. « CONFOEDERATIO » en haut à gauche sur la partie jaune. « HELVETICA » à droite sur la partie jaune (interne) à droite. Au bas de la couronne extérieure, l'indication « FR » (Franc), et l'année d'émission à droite. La croix helvétique au-dessus du centre de la pièce. Des détails de la figure centrale de l'avers débordent légèrement sur la couronne extérieure de la pièce.
| Alliage   | Cu 92 % - Al 6 % - Ni 2 % à l'extérieur, et Cu 75 % - Ni 25 % à l'intérieur |
| Diamètre  | 32,85 mm (23 mm pour le disque interne)                                     |
| Masse     | 15 g                                                                        |
| Épaisseur | 2,5 mm                                                                      |
| Tranche   | Cannelée (interrompue)                                                      |

La pièce bimétallique de 10 francs est actuellement la seule pièce commémorative à être intégrée dans les « jeux de monnaies » émis chaque année et qui sont composés de toutes les pièces de circulation.

### Description
| Revers | Avers | Informations                                                                  | Tirage                                     |
| ------ | ----- | ----------------------------------------------------------------------------- | ------------------------------------------ |
|        |       | Millésime : 2004 Sujet : le Cervin Artiste : Stefan Bundi                     | Fleur de coin : 98 000 Flan bruni : 13 000 |
|        |       | Millésime : 2005 Sujet : la Jungfrau Artiste : Stefan Bundi                   | Fleur de coin : 79 000 Flan bruni : 10 500 |
|        |       | Millésime : 2006 Sujet : le Piz Bernina Artiste : Stefan Bundi                | Fleur de coin : 96 000 Flan bruni : 12 000 |
|        |       | Millésime : 2007 Sujet : bouquetin Artiste : Gian Vonzun                      | Fleur de coin : 96 000 Flan bruni : 12 000 |
|        |       | Millésime : 2008 Sujet : aigle royal Artiste : Niklaus Heeb                   | Fleur de coin : 95 000 Flan bruni : 12 000 |
|        |       | Millésime : 2009 Sujet : cerf élaphe Artiste : Niklaus Heeb                   | Fleur de coin : 95 000 Flan bruni : 12 000 |
|        |       | Millésime : 2010 Sujet : marmotte Artiste : Niklaus Heeb                      | Fleur de coin : 95 000 Flan bruni : 12 000 |
|        |       | Millésime : 2011 Sujet : Zibelemärit Artiste : Stefan Haenni                  | Fleur de coin : 94 000 Flan bruni : 12 000 |
|        |       | Millésime : 2012 Sujet : Combat de reines Artiste : Dominique Studer          | Fleur de coin : 94 000 Flan bruni : 12 000 |
|        |       | Millésime : 2013 Sujet : Silvesterklaus Artiste : Sylvia Bühler               | Fleur de coin : 92 000 Flan bruni : 11 500 |
|        |       | Millésime : 2014 Sujet : Gansabhauet à Sursee Artiste : Thyl Manuel Eisenmann | Fleur de coin : 90 000 Flan bruni : 10 000 |
|        |       | Millésime : 2015 Sujet : Poya Artiste : Réhane Favereau                       | Fleur de coin : 40 000 Flan bruni : 7 000  |
|        |       | Millésime : 2016 Sujet : Edelweiss Artiste : Jenny Leibundgut                 | Fleur de coin : 30 000 Flan bruni : 6 000  |

## Pièce de 5 francs
Swissmint a émis des pièces commémoratives de 5 francs de 1936 à 2003. Ces pièces ont eu trois alliages différents pendant leur existence : d'abord en argent, ensuite en cupronickel puis en bimétal,,. Les pièces de 5 francs bimétalliques ont été remplacées par les pièces de 10 francs en 2004.

### Pièces en argent (1936-1963)
| Alliage   | Ag 83,5 % - Cu 16,5 % |
| Diamètre  | 31 mm                 |
| Masse     | 15 g                  |
| Épaisseur | inconnue              |
| Tranche   | inconnue              |

#### Description
| Revers | Avers | Informations | Tirage                  |
| ------ | ----- | --- | ----------------------- |
|        |       | Millésime : 1936 Sujet : Emprunt de défense nationale Artiste : Remo Rossi                                        | Fleur de coin : 130 000 |
|        |       | Millésime : 1939 Sujet : Guerre de Laupen Artiste : Remo Rossi                                                    | Fleur de coin : 30 600  |
|        |       | Millésime : 1941 Sujet : Fête nationale Artistes : Avers: Ernst Suter Revers: Luc Jaggi                           | Fleur de coin : 100 150 |
|        |       | Millésime : 1944 Sujet : Bataille de la Birse Artiste : Emil Wiederkehr                                           | Fleur de coin : 101 680 |
|        |       | Millésime : 1948 Sujet : Centenaire de la Constitution fédérale Artistes : Avers: Max Weber Revers: August Blaesi | Fleur de coin : 500 400 |
|        |       | Millésime : 1963 Sujet : Croix-Rouge Artiste : Max Weber                                                          | Fleur de coin : 623 000 |

### Pièces en cupronickel (1974-1990)
| Alliage   | Cu 75 % - Ni 25 %, sauf de 1976 à 1979 : Cu 65 % - Ni 35 % |
| Diamètre  | 31,45 mm                                                   |
| Masse     | 13,2 g                                                     |
| Épaisseur | 2,35 mm                                                    |
| Tranche   | « DOMINUS PROVIDEBIT » avec 13 étoiles                     |

#### Description
| Revers | Avers | Informations | Tirage                                           |
| ------ | ----- | --- | ------------------------------------------------ |
|        |       | Millésime : 1974 Sujet : Centenaire de la 2e Révision de la Constitution Suisse Artiste : Max Weber                  | Fleur de coin : 3 709 000 Flan bruni : 1 300 000 |
|        |       | Millésime : 1975 Sujet : Année européenne du patrimoine architectural Artiste : Franz Fischer                        | Fleur de coin : 2 500 000 Flan bruni : 60 000    |
|        |       | Millésime : 1976 Sujet : Bataille de Morat Artiste : Kurt Wirth (de)                                                 | Fleur de coin : 1 506 000 Flan bruni : 100 900   |
|        |       | Millésime : 1977 Sujet : Johann Heinrich Pestalozzi Artistes : Avers: Kurt Wirth Revers: Battista Ratti              | Fleur de coin : 802 000 Flan bruni : 50 260      |
|        |       | Millésime : 1978 Sujet : Henry Dunant Artistes : Avers: Jacques Barman Revers: Max Lenz                              | Fleur de coin : 903 000 Flan bruni : 60 000      |
|        |       | Millésime : 1979 Sujet : Albert Einstein Artiste : Jürg Zeller                                                       | Fleur de coin : 900 000 Flan bruni : 35 000      |
|        |       | Millésime : 1979 Sujet : Albert Einstein Artiste : Kurt Wirth                                                        | Fleur de coin : 902 000 Flan bruni : 35 000      |
|        |       | Millésime : 1980 Sujet : Ferdinand Hodler Artiste : Bernard Bavaud                                                   | Fleur de coin : 951 000 Flan bruni : 50 000      |
|        |       | Millésime : 1981 Sujet : 500 ans du Convenant de Stans Artiste : Max Weber                                           | Fleur de coin : 950 000 Flan bruni : 50 260      |
|        |       | Millésime : 1982 Sujet : Ligne du Gothard Artistes : Avers: Bernhard Luginbühl Revers: Projet de la Monnaie fédérale | Fleur de coin : 902 000 Flan bruni : 35 000      |
|        |       | Millésime : 1983 Sujet : Ernest Ansermet Artiste : Jean Lecoultre                                                    | Fleur de coin : 951 000 Flan bruni : 60 160      |
|        |       | Millésime : 1984 Sujet : Auguste Piccard Artiste : Hugo Suter                                                        | Fleur de coin : 1 012 000 Flan bruni : 75 000    |
|        |       | Millésime : 1985 Sujet : Année européenne de la musique Artiste : Angela Baccini                                     | Fleur de coin : 1 156 000 Flan bruni : 84 000    |
|        |       | Millésime : 1986 Sujet : Bataille de Sempach Artiste : Rolf Brem                                                     | Fleur de coin : 1 082 000 Flan bruni : 75 000    |
|        |       | Millésime : 1987 Sujet : Le Corbusier Artiste : Max Bill                                                             | Fleur de coin : 960 000 Flan bruni : 62 000      |
|        |       | Millésime : 1988 Sujet : Mouvement Olympique Artiste : Roger Pfund                                                   | Fleur de coin : 960 000 Flan bruni : 62 000      |
|        |       | Millésime : 1989 Sujet : Mobilisation (Général Guisan) Artiste : Werner Jeker                                        | Fleur de coin : 1 270 000 Flan bruni : 69 000    |
|        |       | Millésime : 1990 Sujet : Gottfried Keller Artiste : Pietro Sarto                                                     | Fleur de coin : 1 100 000 Flan bruni : 69 400    |

### Pièces bimétalliques (1999-2003)
| Alliage   | Cu 75 % - Ni 25 %, et Cu 89 % - Al 5 % - Zn 5 % - Sn 1 % à l'intérieur |
| Diamètre  | 32,85 mm (23 mm pour le disque interne)                                |
| Masse     | 15 g                                                                   |
| Épaisseur | 2,5 mm                                                                 |
| Tranche   | Cannelée                                                               |

#### Description
| Revers | Avers | Informations                                                               | Tirage                                      |
| ------ | ----- | -------------------------------------------------------------------------- | ------------------------------------------- |
|        |       | Millésime : 1999 Sujet : Fête des vignerons Artiste : Gaspard Delachaux    | Fleur de coin : 160 000 Flan bruni : 16 000 |
|        |       | Millésime : 2000 Sujet : Carnaval de Bâle Artiste : Hans-Rudolf Fitze      | Fleur de coin : 170 000 Flan bruni : 20 000 |
|        |       | Millésime : 2000 Sujet : 150 ans du franc suisse Artiste : Harold Studer   | Fleur de coin : 150 000 Flan bruni : 15 000 |
|        |       | Millésime : 2001 Sujet : Zürcher Sechseläuten Artiste : John Grüniger      | Fleur de coin : 170 000 Flan bruni : 20 000 |
|        |       | Millésime : 2002 Sujet : L'Escalade de Genève Artiste : Pierre-Alain Zuber | Fleur de coin : 130 000 Flan bruni : 15 000 |
|        |       | Millésime : 2003 Sujet : Chalandamarz Artiste : Gian Vonzun                | Fleur de coin : 96 000 Flan bruni : 12 000  |